# Antonio Canale
Antonio Canale (Monza, 25. veljače 1915. – Chiavari, 15. listopada 1991.) bio je talijanski pisac stripova i umjetnik, poznat i pod pseudonimom Tony Chan .

## Život i karijera
Canale, rođen u Monzi, karijeru je započeo vrlo mlad kao asistent Tonija Pagota. Službeno je debitirao 1937. godine, surađujući s Gianom Luigijem Bonellijem u seriji La piuma verde, objavljenoj u časopisu Il Vittorioso. Godine 1945. nacrtao je Bonellijevu seriju Yorga, a 1946. zajedno s Cesareom Solinijem stvorio njegovo najpoznatije djelo, superherojsku seriju stripova Amok.
U sljedećim godinama Canale surađivao s Fleetway Publications, privukao priče Gim Toro i Kolosso i stvorili nekoliko serija, uključujući zapadni-tematske Kirby Flint i hiawatha za Il Corriere dei Piccoli. 1977. ilustrirao je grafički roman Terra maledetta (scenarij Giancarlo Berardi). Osamdesetih je surađivao sa strip časopisima Il Giornalino i Tiramolla.

## Vanjske poveznice
- Antonio Canale na Lambiek.net